# Lamentation sur le Christ mort (Moretto)
Lamentation sur le Christ mort est une peinture à l'huile sur toile de 175,8 × 98,5 cm, réalisée entre 1526-1530 par Moretto da Brescia, et conservée à la National Gallery of Art de Washington. 
La peinture présente des similitudes avec le panneau central du Polittico della Deposizione (it) de Paolo da Caylina le Jeune lequel  date de la même époque.

## Histoire
Le commanditaire du tableau et l'emplacement d'origine de l'œuvre sont inconnus. Sa première mention remonte au XIXe siècle, comme partie de la collection Egremont. Le tableau est acquis à une date inconnue pour la collection Cook à Richmond-upon-Thames, qui comportait également la Madone et l'Enfant intronisés  avec saint Jacques le Grand et saint Jérôme du même artiste. En 1898, Pietro Da Ponte l'attribue à Cesare Magni. En 1947, elle est vendue à la Kress Collection, qui devient en 1939 partie intégrante de la National Gallery of Art de Washington.

## Description
L'œuvre représente Jésus mort, après sa crucifixion, et Marie Madeleine en douleur à ses pieds, Marie à gauche et l'apôtre Jean à droite. Jean pose un pied sur le tombeau ouvert dans lequel est placé le corps de Jésus. L'arrière-plan s'ouvre sur un paysage vallonné, envahi par la végétation et obscurci par une paroi rocheuse à droite de saint Jean. Le ciel comporte quelques nuages vaporeux et s'ouvre à l'horizon.

## Style
Pietro da Ponte qualifie l'œuvre comme « toile remarquable par la grande expression de mélancolie dans ses personnages ». En 1913, Tancred Borenius situe la réalisation de la toile « de la jeunesse du peintre » et la compare à la Déposition notant les similitudes entre la figure de Marie Madeleine et la femme aux pieds de Jésus de La Cène dans la maison de Simon le Pharisien (1550). Borenius compare la Lamentation au Polyptyque de la Déposition, attribué à Paolo da Caylina le Jeune achevé à la même époque.

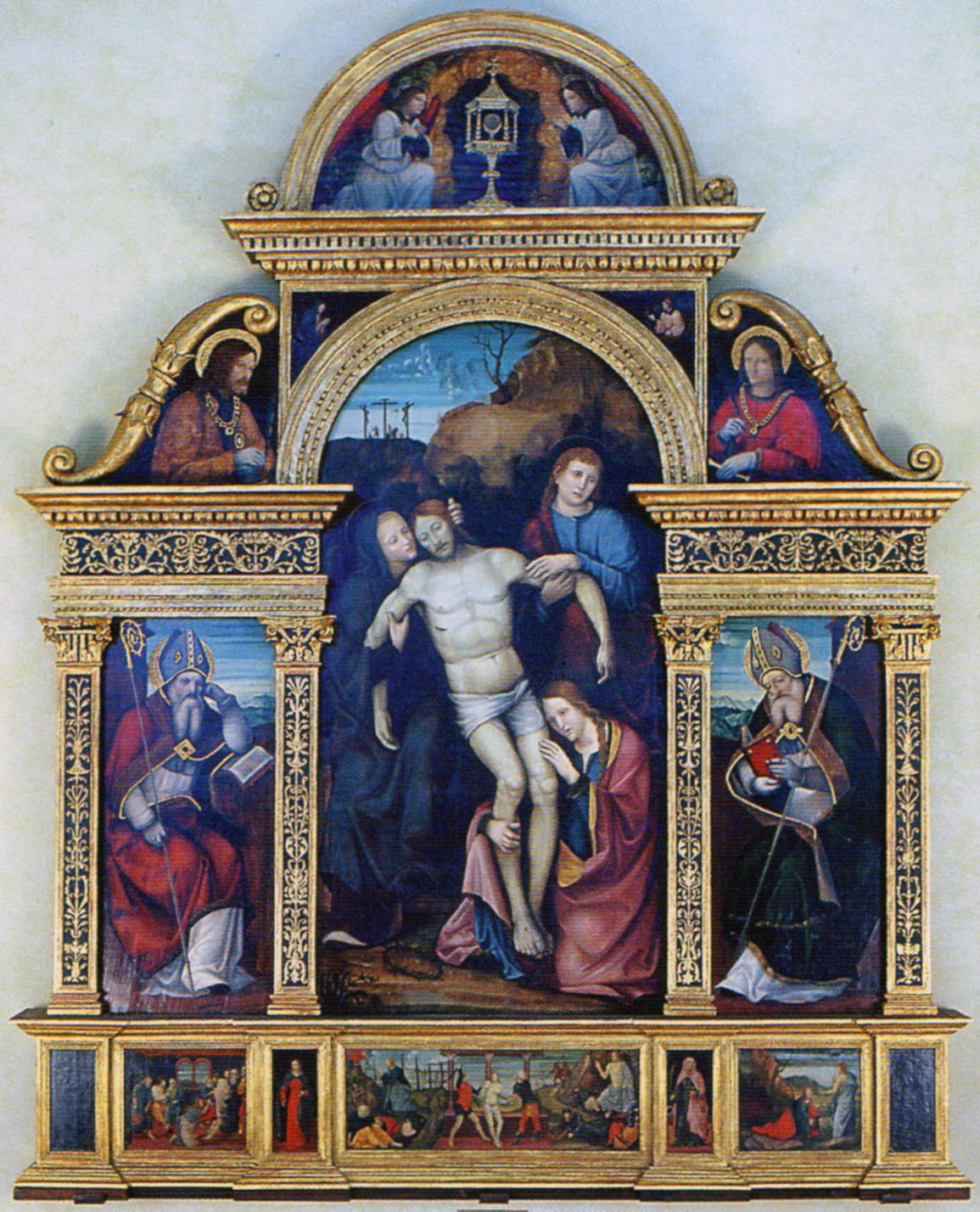
Polyptyque de la Déposition Paolo da Caylina le Jeune.

La question de savoir « qui a copié qui » est étudiée en 1965. Gaetano Panazzo, après la restauration du retable de la Déposition, a  comparé la technique et la palette des œuvres. De son étude, le travail de Caylina utilise des effets de couleur et de lumière qui « avaient un grand intérêt pour Moretto.
Camillo Boselli, analyse l'œuvre en 1954, souligne l'utilisation de techniques d'éclairage « presque modernes », plus claires que celles du Retable de la Déposition, de manière à renforcer le tragique de la scène. Il note comment les personnages « s'accrochent » au corps du Christ, tandis qu'ils se tournent pour créer un sens dramatique accru et dynamique.
Il existe au moins trois exemplaires de l'œuvre. Deux dans des collections privées italiennes et une dans l'église paroissiale de San Giovanni Battista à Coccaglio, Brescia.